# Föderation Gewaltfreier Aktionsgruppen

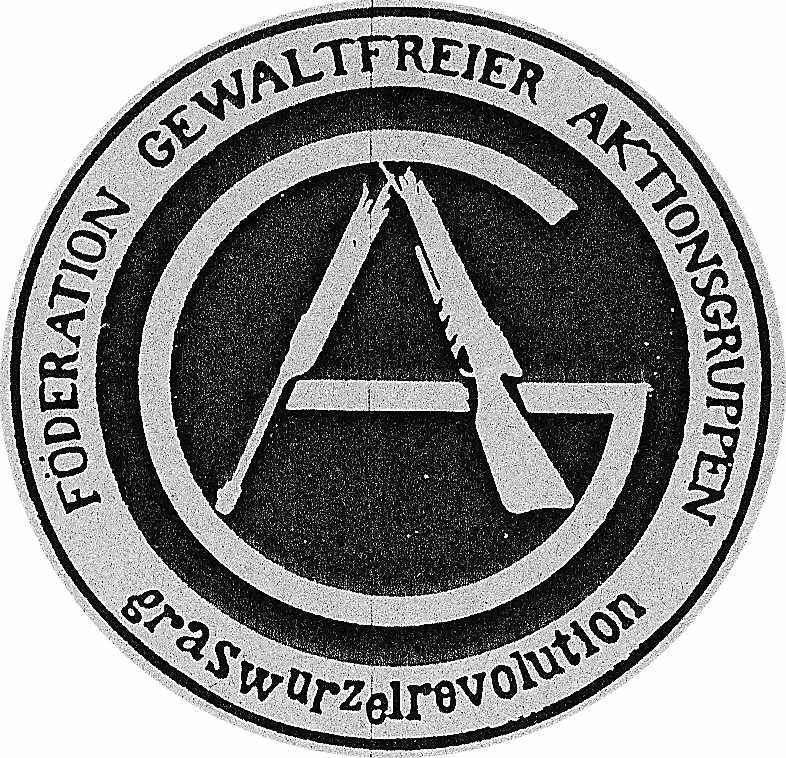
Logo der FöGA, eine Verbindung der Symbolik des anarchistischen umkreisten A mit dem antimilitaristischen zerbrochenen Gewehr

Die Föderation Gewaltfreier Aktionsgruppen (FöGA) wurde 1980 in der Bundesrepublik Deutschland als basisdemokratische Organisationsform für Gruppen und Personen der anarchistisch-pazifistisch orientierten Graswurzelbewegung um die 1972 von Wolfgang Hertle gegründeten und 1981–1987 von der FöGA herausgegebenen Zeitschrift Graswurzelrevolution gegründet und war das erste bundesweit organisierte anarchistische Bündnis nach dem Zweiten Weltkrieg. Sie bestand aus offensiv  und selbstverantwortlich agierenden Einzelpersonen und Bezugsgruppen.
Der Begriff Graswurzelrevolution ist dem US-amerikanischen „Grassrootsmovement“ entlehnt. Die Gruppen in der Bundesrepublik Deutschland füllten ihn mit radikaleren Inhalten als die im anglo-amerikanischen Raum. Die FöGA bestand aus Anarchisten, Pazifisten und Feministinnen.
Die Föderation Gewaltfreier Aktionsgruppen war keine strömungsübergreifende Organisation. Ihre Mitglieder standen dem Anarchopazifismus und dem Konzept der Graswurzelrevolution nahe, mit der Gruppen und Bewegungen bezeichnet werden, die die Gesellschaft von der Basis aus und nicht als Partei oder staatliche Organisation verändern wollen. Dabei wird versucht, „neben der Kritik an den bestehenden Verhältnissen, sich heute zumindest schon in Ansätzen so zu organisieren, wie später die Gesellschaft insgesamt sein soll“ (GWR, Nr. 1).
Die FöGA war der erste Versuch, politische Handlungsfähigkeit und Basisdemokratie – beispielsweise durch das Bezugsgruppenkonzept – zu verbinden. Sie konzentrierte sich auf Aktionen des zivilen Ungehorsams wie z. B. Sitzblockaden vor Militärstützpunkten. Die FöGA transportierte dabei vorwiegend antimilitaristische und anti-sexistische Inhalte. Zwischen Ende der 1970er und Anfang der 1980er war die FöGA maßgeblich beteiligt an der (west-)deutschen Koordination der Internationalen gewaltfreien Märsche für Entmilitarisierung, die unter Beteiligung von Gruppen aus verschiedenen Staaten Westeuropas und Nordamerikas im Sommer 1979 in Spanien, 1980 in Italien, und 1981 in den Niederlanden stattfanden. Zum Ende der 1990er Jahre löste sich die FöGA mit dem Niedergang der neuen sozialen Bewegungen, insbesondere der Friedensbewegung, langsam auf.

## Netzwerk ZUGABe
Ähnlich der FöGA arbeitet das 2007 von der Kampagne X-tausendmal quer initiierte Netzwerk ZUGABe, Abkürzung für „Ziviler Ungehorsam, Gewaltfreie Aktion, Bewegung“, ein Netzwerk verschiedener gewaltfreier Kampagnen und Gruppen. Das Netzwerk will Aktionsgruppen und -Kampagnen auf verschiedenen Politikfeldern mit Ressourcen und Kompetenzen unterstützen sowie den Austausch und das gemeinsame Lernen der beteiligten Gruppen und Personen ermöglichen. Ein wichtiger Teil des Netzwerks sind die ursprünglich von der Kampagne X-tausendmal quer entwickelten Arbeitsbereiche zur Unterstützung großer Gewaltfreier Aktionen, in denen sich „Leute aus den unterschiedlichen Kampagnen, die sich [als] Spezialistinnen (...) in erster Linie ihrem Arbeitsbereich zugehörig fühlen und dann, wenn sie angefragt werden und Zeit haben, z. B. bei der Moderation des Sprecherinnenrats bei einer Aktion mitmachen, den Polizeikontakt unterstützen oder sich um den Transport von Aktionsmaterial kümmern“. Mitglieder des Netzwerkes sind z. B. Aktive aus den Kampagnen Gendreck weg; Bomben Nein – wir gehen rein; X-tausendmal quer; Gewaltfreie Aktion Atomwaffen abschaffen; aber auch Aktionsgruppen wie die Lebenslaute, länger bestehende Bezugsgruppen, Trainingskollektive, die Werkstatt für Gewaltfreie Aktion Baden und das Archiv aktiv. Das Netzwerk ZUGABe ist anders als die FöGA politisch breiter aufgestellt und will keine eigenen Positionen beziehen.